# Zaagsnavelheremietkolibrie
De zaagsnavelheremietkolibrie (Ramphodon naevius) is een vogel uit de familie Trochilidae (kolibries).

## Kenmerken
De totale lengte van het mannetje is ongeveer 15 cm, terwijl het vrouwtje ongeveer 14 cm groot is. Het gewicht bedraagt ongeveer 11 gram. De lengte van de snavel bedraagt ongeveer 3,5 cm.

## Verspreiding en leefgebied
Deze soort is endemisch in zuidoostelijk Brazilië. Hij komt daar voor in de bosgebieden van Mata Atlântica.

## Status
De grootte van de populatie is in 2010 geschat tussen de 175 duizend en 1,7 miljoen volwassen vogels. Op de Rode lijst van de IUCN heeft deze soort de status niet bedreigd.  